# 董良杰
董良杰（1966年—），山东梁山人，中国商人、环保学者，毕业于山东农业大学和中国人民大学。曾出任美国夏威夷大学环境专家。拥有包括催化生物陶技术、微鼻重金属过滤技术等多项发明专利。他曾师从薛蛮子学习网络推广技术。2013年9月，被北京警方以“寻衅滋事”罪名刑拘，2014年6月以获释。

## 生平
1982年考入山东农业大学。
1986年毕业后，到山东曹县土壤肥料工作站工作。
1988年起就读于中国人民大学新闻学专业两年，开始涉足文学领域。
1997年，出版《时间与认识》一书。
1999年赴美国夏威夷。2001年，进入夏威夷大学资源与环境专业攻读硕士学位。
2004年，董良杰硕士毕业后被聘为美国夏威夷大学工程系水处理研究所研究员。他主持设计和建设的Waialee废水处理和面源污染控制工程，曾被美国环保总署评为成功样板工程。